# Durness
Durness (schottisch-gälisch: Diùranais) ist ein Dorf mit etwa 400 Einwohnern in den nordwestlichen Highlands von Schottland knapp 50 Straßenkilometer nordwestlich von Tongue. Es liegt an der Meerenge Kyle of Durness, in der extrem dünn besiedelten ehemaligen schottischen Grafschaft Sutherland in der Council Area Highland. Die Ortschaft ist ausschließlich über die weitgehend einspurige A838 zu erreichen. Die wesentlichen wirtschaftlichen Faktoren des Ortes sind Landwirtschaft und Tourismus.
Die Hauptattraktionen in Durness sind die Höhle Smoo Cave mit ihrem kleinen Fluss und einem unterirdischen Wasserfall sowie viele unberührte Sandstrände und Steilküsten, wo sich zahlreiche Arten von Seevögeln, Seehunde und gelegentlich auch Wale beobachten lassen.
Touristen bietet Durness einen spektakulär gelegenen Campingplatz an der Steilküste oberhalb des Strandes, eine Jugendherberge, mehrere Privatunterkünfte sowie ein Hotel.

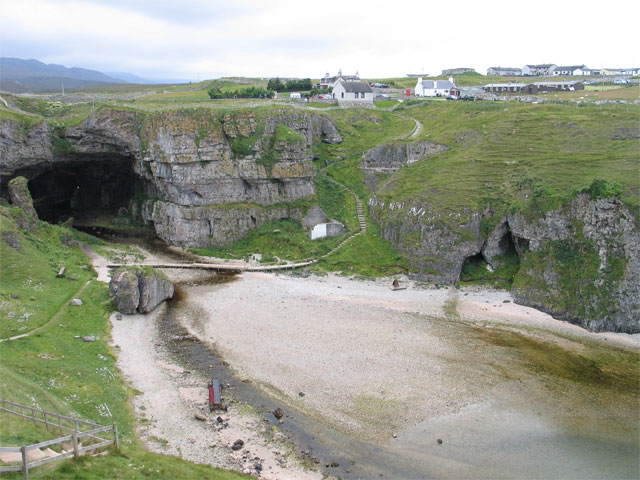
Durness mit Smoo Cave. Im Hintergrund rechts die Jugendherberge
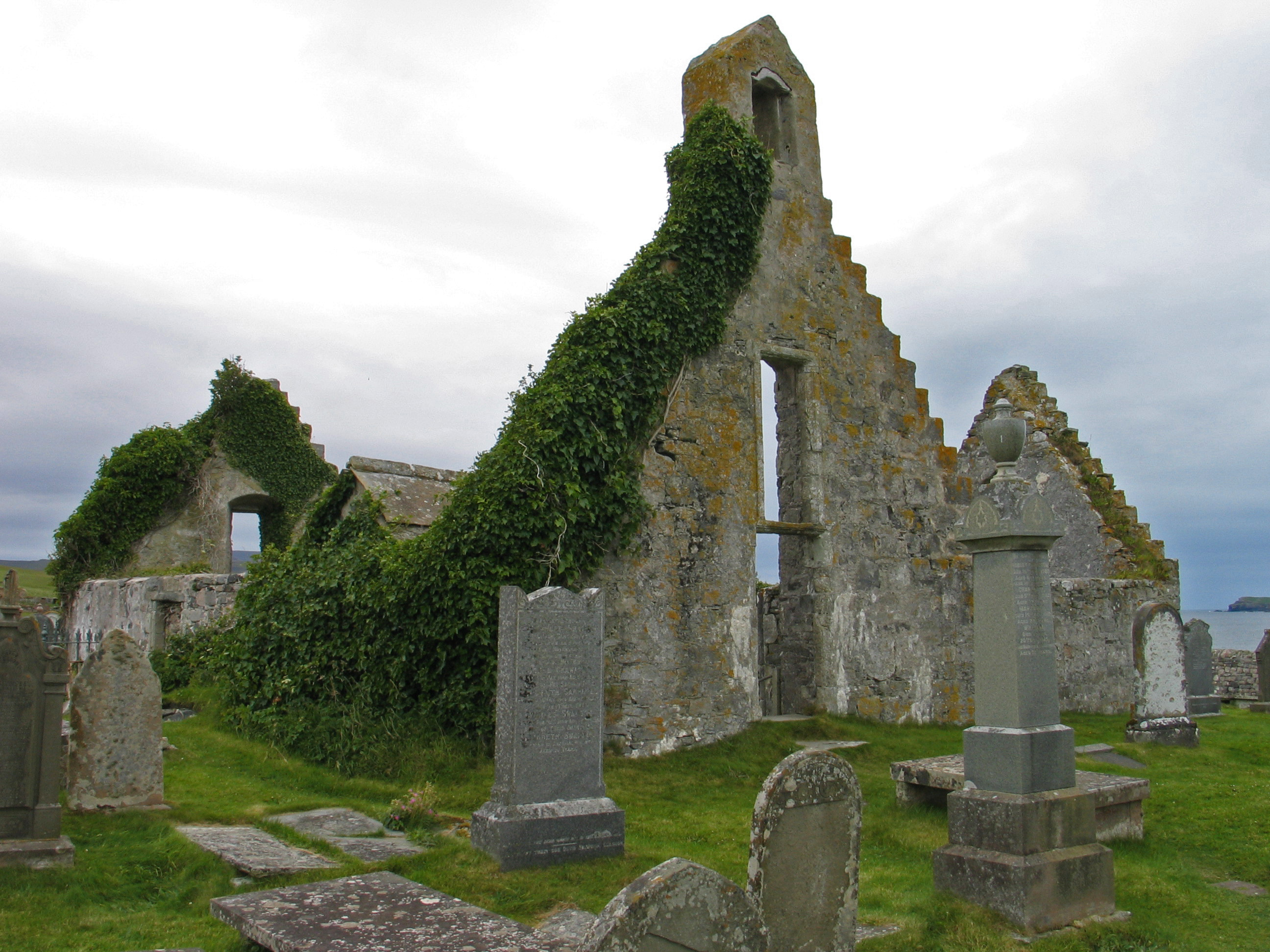
Ruine der Kapelle von Balnakeil

Eine größere Kolonie von Papageientauchern kann in den großen Sanddünen auf Faraid Head nördlich des Dorfes beobachtet und fotografiert werden.
Einige Kilometer im Nordwesten liegt Cape Wrath – die nordwestlichste Landspitze des britischen Festlandes. Mangels Straßenanschluss kann sie nur zu Fuß oder in der Kombination einer kleinen Fußgängerfähre über den Kyle of Durness mit einem Pendel-Minibus erreicht werden. Auf Cape Wrath gibt es einen Leuchtturm sowie ein stillgelegtes militärisches Objekt. Von Cape Wrath bis an die Ortsgrenze von Durness reicht ein nur zeitweise gesperrter militärischer Schießplatz, der von der britischen Royal Air Force, der Royal Navy und der US-amerikanischen Air Force genutzt wird. Die dabei entstehenden Explosionen haben nicht verhindert, dass zahlreiche Seevögel auf dem Kap und seinen Steilküsten brüten.
Östlich von Durness liegt Loch Eriboll, bekannt für seine Otter und Minkwale. Die rund 16 Kilometer tief ins Land reichende Meeresbucht kann von Hochseeschiffen als Ankerplatz bei stürmischem Wetter benutzt werden. In der Nähe liegt das Portnancon-Souterrain.
In Balnakeil, einem einen Kilometer westlich von Durness gelegenen Weiler, wurde ein Kunsthandwerkerdorf gebaut. Hier findet man auch einen sehr alten Friedhof mit der Ruine einer Kapelle aus dem Jahre 1619. In dieser Kapelle liegt der Straßenräuber und angeblich achtzehnfache Mörder Donald Macmurchow begraben, der nach einem Sinneswandel den Kirchenbau finanzierte – um dort begraben zu werden. Auf dem dazugehörigen und bereits in der Kreuzritterzeit genutzten Friedhof liegt außerdem der gälische Dichter Rob Donn MacKay begraben.

## Persönlichkeiten
- Donald McKenzie (1783–1851), kanadischer Entdecker, Pelzhändler und von 1821 bis 1834 Gouverneur der Red-River-Kolonie